# Ram Nath
Pour les articles homonymes, voir Nath, Nath (homonymie) et RAM.
Ne doit pas être confondu avec Ram Nath Kovind.
Ram Nath (signant R. Nath), né le 9 mars 1933, est un historien indien, spécialisé dans l'architecture moghole. Il a obtenu un doctorat de l'Université d'Agra, puis a enseigné à l'Université du Rajasthan. Il est considéré comme l'un des principaux historiens de l'art de l'Inde.

## Biographie
R. Nath est né le 9 mars 1933, a grandi dans un environnement syncrétique d'Agra. Il a rappelé plus tard que, dans son enfance, hindous et musulmans vivaient ensemble dans les mêmes quartiers, allaient dans les mêmes écoles et participaient aux festivals les uns des autres.
Nath a étudié au St. John's College à Agra et a obtenu un doctorat et un DLitt de l'Université d'Agra. Ses recherches ont porté sur les monuments moghols tels que le fort d'Agra, les bâtiments de Fatehpur Sikri et la Jama Masjid de Delhi,.

## Vues
En 1990, dans le contexte du conflit d'Ayodhya, le All India Babri Masjid Action Committee (AIBMAC) a cité l'ouvrage History of Mughal Architecture de Nath pour affirmer que les dirigeants islamiques moghols n'avaient pas détruit un temple hindou pour construire la mosquée Babri à Ayodhya. Lorsque Nath a appris cela dans un article du The Indian Express, il a précisé qu'il croyait en fait que la mosquée avait été construite sur un temple. Il a expliqué sa position dans un livret intitulé Architecture & Site of the Baburi Masjid of Ayodhya, déclarant qu'un Jami Masjid est toujours situé dans le bazar principal d'une ville où les fidèles peuvent se rassembler commodément et faire des achats sur le marché par la suite. Le Babri Masjid est quant à lui situé sur un haut monticule au milieu d'une série de temples hindous dans une localité exclusivement hindoue. Il n'y aurait eu aucune raison d'installer une mosquée à cet endroit à moins qu'elle ne soit construite au sommet d'un temple démoli.

## Œuvres
Selon University of Washington Libraries  (en), R. Nath est l'auteur de « 65 livres, 13 monographies, 190 documents de recherche et 300 articles populaires » Les livres qu'il a écrits comprennent :  
- R. Nath, Islam in India: Predicaments of the Indian Musalman, Ajmer, The Heritage, 2018
- R. Nath, Mughal Inlay Art, Indian History and Culture Society, 2004 (ISBN 978-81-246-0261-4, lire en ligne)
- (hi) R. Nath, काल-दर्पण (Kala-Darpana), Delhi, Parimal,‎ 2004 (lire en ligne)
- R. Nath, Indigenous Characteristics of Mughal Architecture, Indian History and Culture Society, 2004 (ISBN 978-81-246-0256-0, lire en ligne)
- R. Nath, Fatehpur Sikri and Its Monuments, Historical Research Documentation Programme, 2000 (ISBN 978-81-85105-28-4, lire en ligne)
- R. Nath, Chittorgadh Kīrtti-stambha of Maharana Kumbha: The Idea & the Form, 1440-60 A.D., Abhinav, 1999 (ISBN 978-81-7017-358-8, lire en ligne)
- R. Nath, Mughal Sculpture: Study of Stone Sculptures of Birds, Beasts, Mythical Animals, Human Beings, and Deities in Mughal Architecture, A.P.H. Publishing Corporation, 1997 (ISBN 978-81-7024-870-5, lire en ligne)
- R. Nath, India as Seen by Babur, AD 1504-1530, M.D., 1996 (ISBN 978-81-7533-000-9, lire en ligne)
- R. Nath, Art & Architecture of the Taj Mahal, Historical Research Documentation Programme, 1996 (ISBN 978-81-85105-25-3, lire en ligne)
- R. Nath, Studies in Medieval Indian Architecture, M.D., 1995 (ISBN 978-81-85880-56-3, lire en ligne)
- R. Nath, Medieval Indian History and Architecture, APH Publishing Corporation, 1995 (ISBN 978-81-7024-697-8, lire en ligne)
- R. Nath, Jaina kirtti-stambha of Chittorgadh, c. 1300 A.D.: the form & the idea, Historical Research Documentation Programme, 1994 (ISBN 9788185105222, lire en ligne)
- R. Nath, Private life of the Mughals of India, 1526–1803 A.D., Historical Research Documentation Programme, 1994 (ISBN 978-81-85105-20-8, lire en ligne)
- R. Nath, Mosque Architecture: From Medina to Hindustan, 622-1654 A.D., Historical Research Documentation Programme, 1994 (ISBN 978-81-85105-23-9, lire en ligne)
- R. Nath, Architecture & Site of the Baburi Masjid of Ayodhya: (a Historical Critique), Historical Research Documentation Programme, 1991 (ISBN 978-81-85105-14-7, lire en ligne)
- India as Seen by William Finch (1608-11), Historical Research Documentation Programme, 1990 (ISBN 978-81-85105-12-3, lire en ligne)
- R. Nath, Historiographical Study of Indo-Muslim Architecture: Medieval Architecture of India and Pakistan, Historical Research Documentation Programme, 1989 (ISBN 978-81-85105-10-9, lire en ligne)
- R. Nath, Jharokha: An Illustrated Glossary of Indo-Muslim Architecture, Historical Research Documentation Programme, 1986 (lire en ligne)
- R. Nath, Elements of Indian Art and Architecture, Historical Research Documentation Programme, 1986 (ISBN 978-81-85105-07-9, lire en ligne)
- R. Nath, The Taj Mahal & Its Incarnation, Historical Research Documentation Programme, 1985 (ISBN 9780318369754, lire en ligne)
- R. Nath, Antiquities of Chittorgadh, Historical Research Documentation Programme, 1984 (lire en ligne)
- R. Nath, History of Mughal Architecture (5 volumes), Abhinav, 1982 (ISBN 978-81-7017-414-1, lire en ligne)
- R. Nath, Islamic architecture and culture in India, B.R., 1982 (ISBN 9780865901353, lire en ligne)
- R Nath, India As Seen by Amir Khusrau (1318 A.D)., The Heritage, 1981 (ISBN 978-81-85105-00-0, lire en ligne)
- R. Nath, Art of Khajuraho, South Asia Books, 1980 (ISBN 978-0-8364-0608-5, lire en ligne)
- R. Nath, Calligraphic Art in Mughal Architecture, Iran Society, 1979 (lire en ligne)
- R. Nath, The Art of Chanderi: A Study of the 15th Century Monuments of Chanderi, Ambika, 1979 (lire en ligne)
- R. Nath, History of Sultanate architecture, Abhinav, 1978 (ISBN 9788170170730, lire en ligne)
- Sir Sayyid Ahmad Khan (trad. R. Nath), Athar'al-Sanadid, Ambika, 1978 (ISBN 9780836405835, lire en ligne)
- R. Nath, Agra and Its Monumental Glory, Taraporevala, 1977 (lire en ligne)
- R. Nath, History of Decorative Art in Mughal Architecture, Motilal Banarsidass, 1976 (ISBN 9780836404135, lire en ligne). To be reprinted under the title Motifs and Designs of Mughal Architecture.
- R. Nath, Some Aspects of Mughal Architecture, Abhinav, 1976 (ISBN 9788170170365, lire en ligne)
- (hi) R. Nath, मध्यकालीन भारतीय कलाएँ एवं उनका विकास (Madhyakālīna Bhāratīya kalāe evaṃ unakā vikāsa), Rajasthan Hindi Granth Akadmi,‎ 1973 (lire en ligne)
- R. Nath, The Immortal Taj Mahal: The Evolution of the Tomb in Mughal Architecture, D. B. Taraporevala Sons, 1972 (lire en ligne)
- R. Nath, Colour Decoration in Mughal Architecture, D. B. Taraporevala Sons, 1970 (lire en ligne)